# Rječnik dubravskih riječi
Rječnik dubravskih riječi zavičajni je rječnik općine Dubrava autorica Ljiljane Bilanović i Sanele Koščević. Rječnik je tiskan u nakladi Osnovne škole Dubrava te javno predstavljen na svečanoj promociji održanoj u prostorijama škole 30. listopada 2024. godine.
Prvo izdanje Rječnika sadrži 106 stranica s približno 1400 riječi te je podijeljeno na tri dijela: abecedarij, tezaurus sinonima te popis izreka i poslovica.
Rječnik je nastao s ciljem očuvanja zavičajnog idioma i nematerijalne baštine općine Dubrava.

## Vanjske poveznice
- Mrežno izdanje